# 坂本俊彦
坂本 俊彦（さかもと としひこ、1940年（昭和15年）9月3日 - ）は日本の政治家。元茨城県行方市長（1期）。旭日双光章受章。長年にわたり玉造町長を務めた坂本常藏の甥。

## 経歴
石岡第一高校卒。郵便局、社会福祉施設長を務めた後、玉造町議会議員を経て、玉造町長を1期務める。在任中の2005年9月2日、玉造町が麻生町・北浦町と合併し、行方市が誕生。これに伴って10月2日に行われた市長選挙に立候補し初当選した。2009年9月13日に行われた第2回市長選で、元北浦町長の伊藤孝一に敗れる。

## 栄典
- 2016年4月 春の叙勲で地方自治功労により旭日双光章を受章した[2]。